# La Bohalle
La Bohalle är en kommun i departementet Maine-et-Loire i regionen Pays de la Loire i nordvästra Frankrike. Kommunen ligger i kantonen Les Ponts-de-Cé som tillhör arrondissementet Angers. År 2018 hade La Bohalle 1 284 invånare.

## Befolkningsutveckling
Antalet invånare i kommunen La Bohalle
| Referens: INSEE |